# 塔赫玛斯普一世

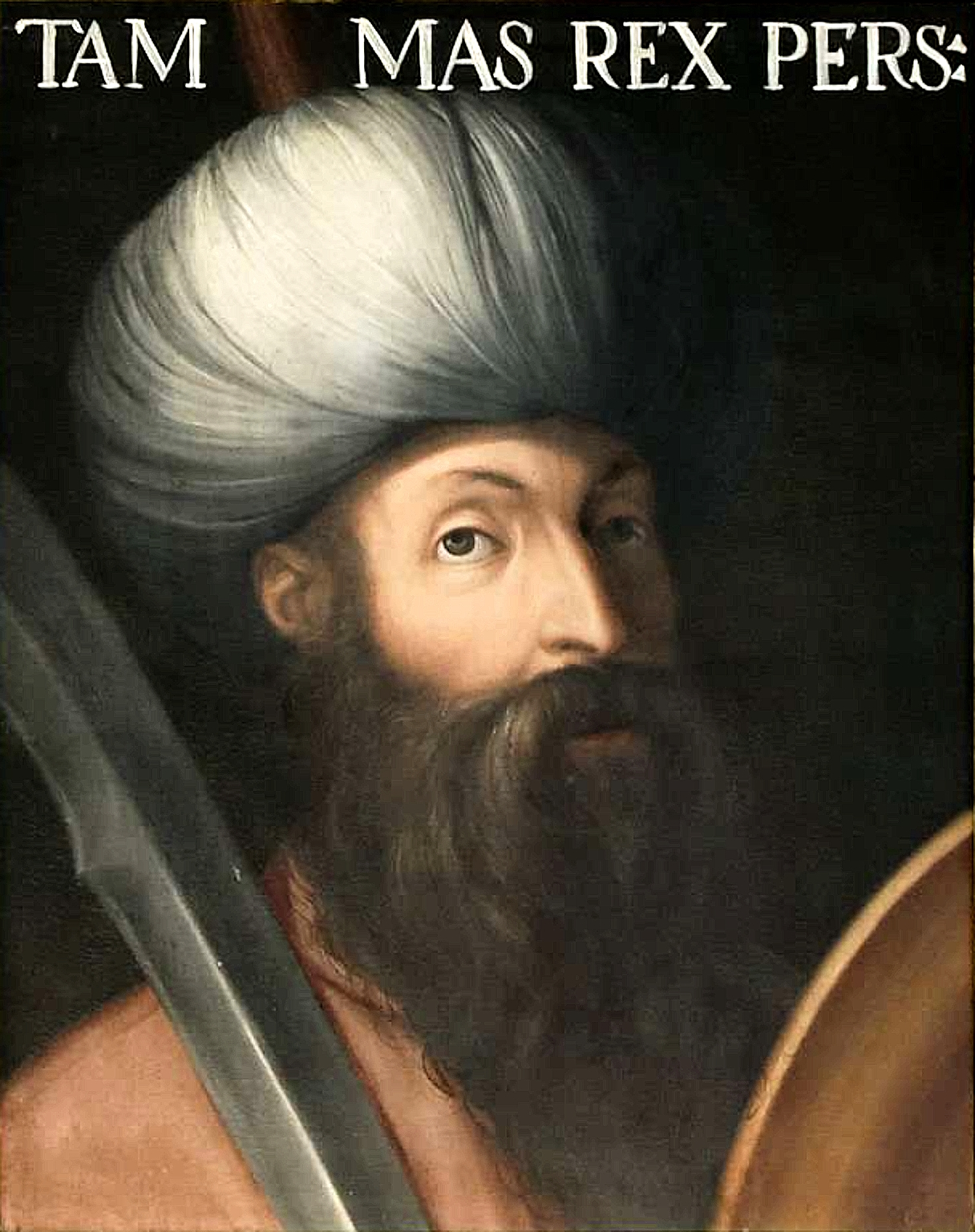
太美斯普一世

太美斯普一世（波斯语：‎ ；1513年3月3日—1576年5月14日），伊朗萨非王朝的沙阿（国王）。1524年～1576年在位。
他是薩非王朝首位沙阿伊斯瑪儀一世之子，10岁继承王位，幼年时被奇茲爾巴什部落的首领们所控制。他在成人后不断与奇茲爾巴什人爭奪國家的實際控制權，抑制他们的一切企图，使波斯的中央集权得到加强。
太美斯普一世于1538年兼并希尔凡汗国，又于1551年把舍基并入波斯。1544年，他帮助印度莫卧儿皇帝胡马雍恢复帝位。太美斯普一世因此得到坎大哈作为回报。约在1548年，太美斯普一世把王朝的都城从大不里士迁至加兹温。
太美斯普一世在位时期，波斯连续不断地与奥斯曼帝國和乌兹别克汗国（后改名布哈拉汗国）互相攻战。在初期的奧斯曼-薩非戰爭中，奥斯曼帝國最终取得了今天相当于伊拉克的那片土地，太美斯普只好在1530年代與奧地利的哈布斯堡締結哈布斯堡-波斯同盟，共同在軍事上對抗奧斯曼帝國。1553年，太美斯普一世抵御了奥斯曼帝国蘇丹蘇萊曼一世的进攻。1555年，太美斯普一世与奥斯曼帝国缔结了和约。1565年，太美斯普一世取消关税。1576年死於加兹温。